# Merocystis
A Merocystis az Apicomplexa Aggregatidae kládjának egyik nemzetsége.

## Történet
A nemzetséget Dakin hozta létre 1911-ben. A Merocystis kathaet a Buccinum undatum veséjében fedezte fel. Életciklusát csigákban először Patten dolgozta fel 1935-ben, aki nagy üvegcsékben tárolta a puhatestűeket. Eredetileg a Piridium sociabile fajt a Merocystis hiányzó szkizogóniafázisainak tartotta, de az év folyamán történt későbbi vizsgálatok során megállapította, hogy külön fajba tartoznak.
Egy második fajt Buchanan írt le 1979-ben Merocystis tellinovum néven, de ez később a Pseudoklossia nemzetségbe került át.
Kristmundsson  et al. 2018-ban kimutatták, hogy a „SAP”-pal – a Pectinidae-fajok egyik parazitájával – azonos, és életciklusa kétgazdás (heteroxén). Adl  et al. 2019-es rendszertanában az Eimeriorina egyik nemzetségeként szerepelt.
2020-ban Miroliubova  et al. rRNS-operonokon alapuló filogenetika alapján létrehozták az Eococcidia csoportot, melybe nem sorolták azonban az Aggregata és Merocystis nemzetségeket. Szintén 2020-ban Mathur  et al. azonban igazolták, hogy a két nemzetség nem a Coccidia tagja.

## Genetika
Apikoplasztisza erősen redukált genomú, nincs RNS-polimeráz-génje, és csak 1 hemfelhasználással (hemH) és 2 vas-kén-csoport-előállítással (NifU, sufB) kapcsolatos és 1 zsírsav-szintáz-génje (fabH) van.

## Rendszertan
Egyetlen ismert faja a M. kathae.
Közeli rokonai többek közt az Aggregata, Margolisiella, Rhytidocystis nemzetségek.

## Életciklus
Életciklusa az évszakoktól függ: a kezdeti állapotok a vesében jelennek meg március és június közt. A növekedés után a ivari differenciálódás történik, de az érett ivarsejtek csak novemberben jelennek meg, amikor a sporogónia első szakaszai megtalálhatók. A sporozoitákat tartalmazó érett spórák januárban jelennek meg, és májusig nő gyakoriságuk. A spórák utolsó szakaszai nyáron gyakoriak.
Életciklusa kettős: a Pectinidae fajaiban patogén, a Buccinum undatumban viszont csak csekély elváltozásokat okoz. Végső gazdái csigák.

### Csigákban
A legkorábbi állapotok a vesében mintegy 10 μm átmérőjűek, a későbbi állapotok szabad szemmel kerek tejfehér foltként jelennek meg. A trofozoita átlátszatlan, alkalmanként szemcsés, a vesesejtben 10, az izomsejtben 15–20, az emésztőrendszerben 5–6 μm-es. A gazdasejten belül történik a szkizogónia. A morfológiai ivari differenciálódás a növekedési szakasz végéig nem észlelhető. A mikrogametocita 32 sejtmaggá osztódik. Ekkor a sejtplazma mélyedése egymagvú citomereket hoz létre. Ezután újabb magosztódás történik, mellyel mikrogaméták jönnek létre. Ezek közepe sötét, perifériás gyűrűje világos, és a gazdasejtből távoznak. A megtermékenyítés a vese lumenjében történik, melyet a zigóta körüli vastag membrán létrejötte követ. A sejtmag ekkor orsó alakúvá válik, majd osztódik. A sejtosztódások addig történnek, míg számos kúp alakú sejtmag található a sejtmembrán alatt. A sejtmembrán behajlik, és a magok besüllyednek (oociszta). Ezeket sejtplazmarész veszi körül, sporoblasztot alkotva. Egy magosztódás után a két mag megnyúlik sporozoitákat létrehozva kis sejtplazmatesttel. Az oociszta számos sporocisztát tartalmaz, bennük 2 sporozoitával.
A merogónia első jelei az izomsejtben élő trofozoiták. Ezek nagymértékben nőnek korai merontákat létrehozva. Ezután ismétlődő magosztódás történik, mely során több, szabályosan elrendezett magvú, érés előtti meronták keletkeznek, melyek merozoitákat tartalmazó merontákká alakulnak. Két merozoitagenerációja két különböző merontatípusból ered: az I. típusú rövidebb, mindkét vége kissé hegyes, míg a II. típusú konvex, vékonyabb, kolbász alakú.
Kedvezőtlen körülmények közt cisztát képezhet.

### Pectinidae-fajokban
Pectinidae-fajokban a hemocitákat fertőzi súlyos tünetekkel: például Chlamys islandica és Patinopecten caurinus fajokban például „gyenge” és „szürke húst” okoz, melynek oka feltehetően a senescentia és a krónikus fertőzés okozta bioenergetikai veszteség. Kagylókban a sporoblaszt és sporozoitaállapotok eleinte az emésztőrendszerben jelentkeznek, majd az emésztőmiriggyel és a gonádokkal kapcsolódó környező kötőszövetekbe vándorolnak. A sporoblasztok gyakran a kötőszövetekben sporuulálnak, két sporozoitás sporocisztát létrehozva. Itt kerülnek a sporozoiták a hemocitákba, de alkalmanként a musculus adductorban is megtalálhatók. A csigákban fejlődő sporozoiták célszerve tehát az izomszövet, különösen a musculus adductor. A sporozoiták aktívan támadják az izmokat, melyekben hipertrófia alakul ki, majd megrepednek.
Csak a sporozoiták egy része fejlődik tovább, és lép át a merogónia fázisába. Ennek első jele a 15–20 μm-es trofozoiták megjelenése az izomsejtekben. Ezek jelentősen megnőnek, majd korai merontákat hoznak létre, melyek éréskor számos merozoitát tartalmaznak.

## Morfológia
Paraglikogén szemcsékből álló gyűrű veszi körül a magot.

## Jelentőség
Bár a csigákban nem okoz betegséget, és még nagy mennyiségben is fokális patológiai változásokat okoz, Pectinidae-fajokban nagyarányú halálozást okoz, melyeket súlyos tünetek, például gyenge hús, szürke hús (izomatrófia) előznek meg.